# 内藤貞幹
内藤 貞幹（ないとう さだよし）は、江戸時代中期の大名。陸奥国湯長谷藩6代藩主。官位は従五位下・主殿頭、伊賀守、因幡守。

## 略歴
和歌山藩6代藩主・徳川宗直の六男として誕生した。
宝暦10年（1760年）12月、5代藩主・内藤政業が、宝暦11年（1761年）に徳川家治に御目見した同年の11月14日に隠居したため、その跡を継いで養子となり叙任された。
安永7年（1778年）6月23日、死去。享年33。跡を次男の政広が継いだ。法名は徳本院殿有隣鬢山大居士。墓所は神奈川県鎌倉市の光明寺。

## 系譜
子女は4男1女。
父母
- 徳川宗直（実父）
- 村井氏 ー 側室（実母）
- 内藤政業（養父）

正室
- 土方雄端の娘

子女
- 内藤政為（長男）- 生母は正室
- 内藤政広（次男）- 生母は正室
- 内藤政吉（三男）
- 内藤政偏（四男）- 生母は正室
- 娘 - 長谷川勝浮正室